# Manovre di disostruzione pediatriche
Nel primo soccorso le manovre di disostruzione pediatriche sono quelle manovre atte alla liberazione delle vie aeree di un bambino o di un lattante da un corpo estraneo. L'ostruzione avviene quando, al momento dell'inalazione dell'oggetto nelle vie aeree, esso entra nella trachea anziché procedere normalmente per l'esofago. Nei bambini questo accade più facilmente a causa della "conicità" delle vie aeree fino alla pubertà (intorno ai 9-10 anni).
Sono manovre salvavita in quanto i bambini con trachea ostruita, se non aiutati, possono andare incontro ad anossia e quindi subire conseguenze gravissime, tra cui la morte; la diffusione di tali manovre dovrebbe quindi essere capillare, soprattutto tra le persone che lavorano a contatto con i bambini. In caso di ostruzione totale il bambino perde conoscenza in circa 25 secondi, quindi avere bene in mente le manovre corrette da eseguire senza troppe esitazioni, è di vitale importanza.

## Storia
Le manovre di disostruzione pediatriche sono codificate in un algoritmo a livello internazionale, che ogni cinque anni viene rivisto ed eventualmente modificato a seguito degli studi effettuati e dell'esperienza maturata dai soccorritori. In Italia il Ministro della Salute ha indetto la giornata Nazionale delle Manovre di Disostruzione Pediatriche il 23 aprile di ogni anno a partire dal 2014.
La "Task Force Nazionale Rianimazione Cardiopolmonare BLSD" della Croce Rossa Italiana ha stilato gli iter formativi dei primi istruttori di manovre di disostruzione pediatrica nel 2009 (il medico responsabile che per primo ha avuto l'incarico nazionale è il Dott. Marco Squicciarini nominato esperto presso il "Consiglio Superiore di Sanità" nel 2014 per questa tematica) ed il regolamento dei corsi, che è stato approvato dal commissario e pubblicato il 25 maggio 2009.

## Ostruzione parziale
Nel caso in cui il bambino abbia ingerito qualcosa che gli ostruisce le vie aeree (come ad esempio un giocattolo o anche del cibo) ma riesce a piangere e a lamentarsi, tossire o anche a parlare è necessario "non fare nulla", evitando quindi pacche o colpi: la persona al suo fianco deve limitarsi a "invitare il bambino a tossire" e mantenere la posizione che preferisce.
Se la dispnea persiste è consigliato avvicinare alla bocca del bambino una fonte di ossigeno e allertare comunque i soccorsi, spiegando la situazione all'operatore di emergenza.

## Ostruzione totale
Se il bambino non riesce né a tossire né a parlare, ma è comunque cosciente, si porta le mani alla gola (segno delle "mani intorno al collo") e diventa rosso-blu in volto (cianosi), è opportuno evitare di inserire le dita in bocca per evitare di peggiorare la situazione: attuare invece le manovre di disostruzione.
Allertare i soccorsi o farli allertare (in Italia chiamando il 118 ed in alcune regioni il 112, nuovo numero nazionale unico di emergenza), spiegando la situazione: l'operatore vi aiuterà e vi seguirà nell'esecuzione delle manovre.

### Lattante (da zero a un anno di età)
1. Scoprire il lattante, afferrarne la mandibola e "sdraiarlo" a pancia in giù, a cavalcioni del proprio avambraccio, tenendo ferma la testa
2. con l'altra mano, dare all'infante fino a 5 energiche pacche interscapolari con via di fuga laterale, ovvero avendo cura di non colpire la testa
3. afferrare quindi la nuca del bambino e girarlo sempre sdraiato, ora a pancia in su, sull'altro avambraccio
4. con la mano ora libera effettuare fino a 5 compressioni toraciche, lente ma profonde, tra i capezzoli: per farle, si utilizzano due dita, avendo cura di mantenere sempre ferma e in posizione la testa. La tecnica è la stessa della rianimazione cardiopolmonare. Continuare ad alternare 5 pacche e 5 compressioni fino alla disostruzione, fino allo sfinimento del soccorritore o finché il lattante non diventa incosciente

### Bambino
1. Porsi alle spalle del bambino e, passando il nostro braccio sotto il suo, lo afferreremo per la mandibola e lo appoggeremo sul nostro ginocchio in posizione declive a testa in giù
2. con l'altra mano, daremo al bambino fino a 5 energiche pacche interscapolari con via di fuga laterale, ovvero avendo cura di non colpire la testa
3. Si alterna questa manovra alla manovra di Heimlich come per l'adulto
4. portare entrambe le mani, chiuse a pugno, alla bocca dello stomaco, subito sotto le ultime coste. Il punto preciso si può trovare disegnando una “C” posizionando il pollice alla fine dello sterno e l'indice al centro dell'ombelico
5. e comprimere per 5 volte verso di sé (ovvero verso l'interno e verso l'alto), con la stessa tecnica della manovra di Heimlich

Continuare ad alternare 5 pacche e 5 compressioni fino:
1- alla disostruzione completa
2 - allo sfinimento fisico del soccorritore
3 - finché il bambino non diventa incosciente
4 - all'arrivo dei soccorsi avanzati che interverranno al nostro posto

### Paziente incosciente

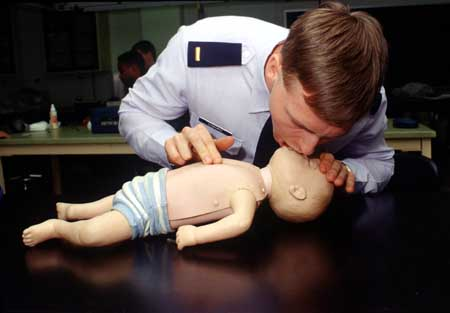
Rianimazione di un lattante incosciente con la tecnica a due dita

Se il lattante o il bambino diventa incosciente, anche durante l'esecuzione delle manovre, occorre iniziare la rianimazione cardiopolmonare pediatrica. Contattare immediatamente il servizio di emergenza (118) e comunicare che c'è un bambino incosciente con sospetto arresto respiratorio e cardiaco.
Dopo aver controllato che, nel frattempo, il corpo estraneo non sia fuoriuscito dalla trachea e si trovi ora in bocca (facilmente recuperabile), stendere il bambino o il lattante su un piano rigido ed allinearne gli arti. Nel lattante posizionare un piccolo spessore sotto la schiena, in modo da portare l'asse occhi-orecchie perpendicolare al terreno; nel bambino, invece, effettuare una modica estensione del capo.
Effettuare quindi 5 delicate respirazioni bocca a bocca o bocca-bocca+naso (nei lattanti, viste le dimensioni ridotte del volto) ed iniziare le compressioni toraciche.
Le compressioni vanno effettuate ad un ritmo di circa 100 al minuto (massimo 120 nel bambino e nel lattante), cercando di comprimere circa 1/3 del torace (nel lattante 4 cm e nel bambino 5 cm come nell'adulto); vanno alternate 30 compressioni a 2 ventilazioni di soccorso (rapporto 30:2):
- nel lattante si utilizzano due dita, avendo cura di mantenere sempre ferma e in posizione la testa. Le dita possono essere quelle di una stessa mano oppure i due pollici, solo nel caso in cui si riesca ad avvolgere completamente il lattante fra le proprie mani, usando le altre quattro dita come supporto sulla schiena: in questo caso, ci si farà aiutare per il posizionamento della testa;
- nel bambino si utilizza tipicamente una mano sola; se la corporatura del paziente lo consente, si può utilizzare anche la tecnica classica a due mani, come nell'adulto.